# Miażysietki
Miażysietki (biał. Мяжысеткі; ros. Межисетки) – agromiasteczko na Białorusi, w obwodzie mohylewskim, w rejonie mohylewskim, w sielsowiecie Daszkauka, przy drodze republikańskiej R93.